# زهرآگین (فیلم)
زهرآگین (انگلیسی: Venomous) فیلمی در ژانر اکشن و ترسناک به کارگردانی فرد اولان ری است که در سال ۲۰۰۱ منتشر شد.

## بازیگران
- ترت ویلیامز
- ماری پیج کلر
- اندرو استیونز
- آنتونی دنیسن
- کاترین دنت
- جف پیرسون
- مارک مک‌کلور